# Wolfsangriff

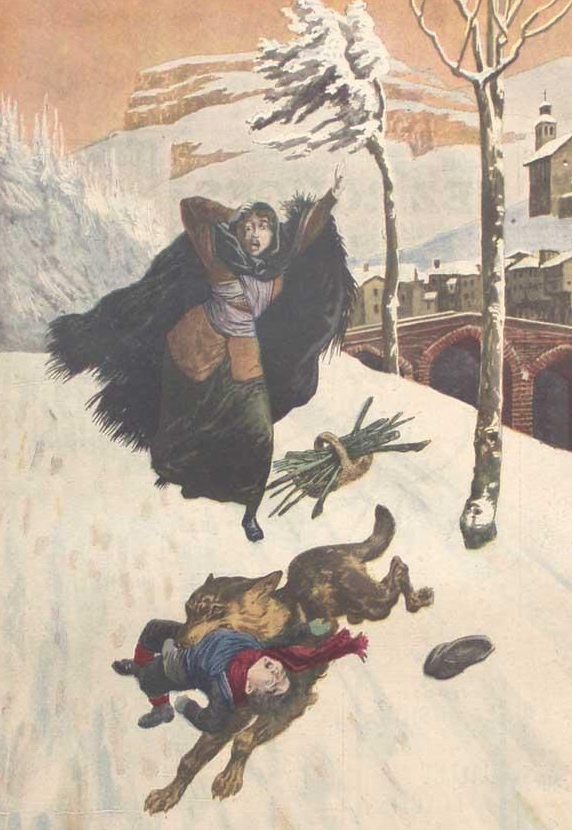
Angriff auf ein Kind in Nordspanien, dargestellt in einer Ausgabe des Le Petit Journal aus dem Jahr 1914

Wolfsangriffe sind Verletzungen von Menschen oder deren Eigentum durch Wölfe. Ihre Häufigkeit variiert je nach geografischer Lage und historischer Periode, aber insgesamt sind Wolfsangriffe auf Menschen selten. Heutige Wölfe leben meist weit entfernt von Menschen oder haben die Tendenz und Fähigkeit entwickelt, ihnen aus dem Weg zu gehen. Experten kategorisieren Wolfsangriffe in verschiedene Typen, darunter Tollwut-Angriffe, Raubangriffe, agonistische Angriffe und Abwehrangriffe.
Das Land mit den umfangreichsten historischen Aufzeichnungen ist Frankreich, wo von 1200 bis 1920 fast 10.000 tödliche Angriffe dokumentiert wurden. Eine Studie des norwegischen Instituts für Naturforschung ergab, dass es im halben Jahrhundert bis 2002 in Europa und Russland acht tödliche Angriffe, in Nordamerika drei und in Südasien mehr als 200 gab. Die aktualisierte Ausgabe der Studie ergab für die Jahre 2002 bis 2020 weltweit 498 Angriffe auf Menschen, mit 25 Todesfällen, darunter 14, die auf Tollwut zurückgeführt wurden.

## Interaktionen zwischen Wolf und Mensch
Der Grauwolf ist das größte wildlebende Mitglied der Hundefamilie. Männchen wiegen durchschnittlich 43–45 kg und Weibchen 36–38,5 kg. Er ist das am stärksten auf das Fleischfressen und die Jagd auf Großwild spezialisierte Mitglied seiner Gattung.

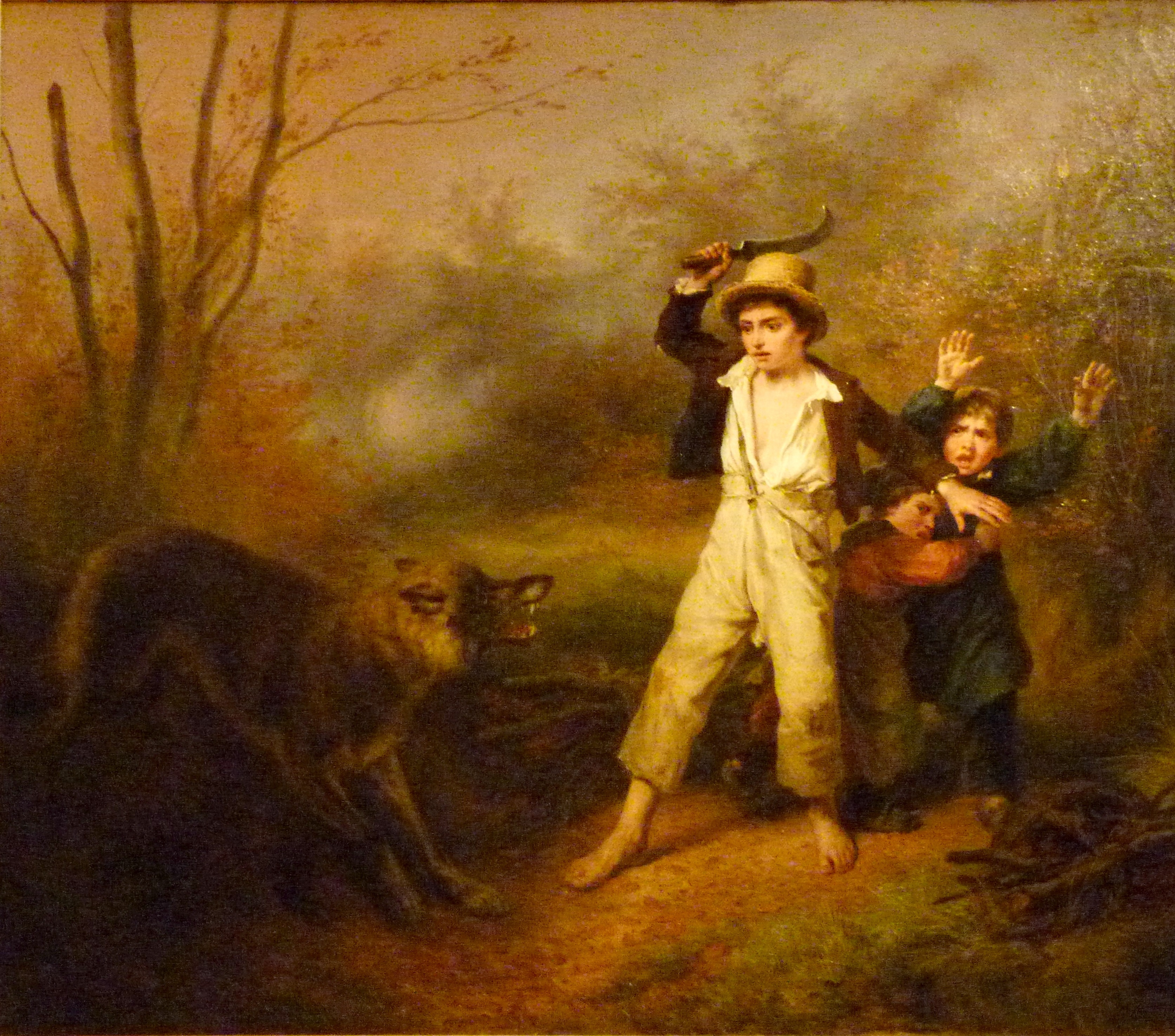
Bauernkinder werden von einem Wolf überrascht von François Grenier de Saint-Martin, 1833

Obwohl sie hauptsächlich Huftiere jagen, sind Wölfe manchmal vielseitig in ihrer Ernährung. So ernähren sich Wölfe im Mittelmeerraum größtenteils von Abfällen und Haustieren wie beispielsweise Hunde und Katzen. Sie haben kräftige Kiefer und Zähne und einen robusten Körper, der viel Ausdauer bietet, und laufen oft in großen Rudeln. Dennoch neigen sie dazu, Menschen zu fürchten und zu meiden, insbesondere in Nordamerika. Wölfe haben unterschiedliche Temperamente und reagieren unterschiedlich auf Menschen. Wölfe, die wenig Erfahrung mit Menschen haben, und Wölfe, die durch Fütterung positiv konditioniert wurden, haben möglicherweise keine Angst. Wölfe, die in offenen Gebieten leben, beispielsweise in den Great Plains Nordamerikas, zeigten vor der Entwicklung von Schusswaffen im 19. Jahrhundert historisch wenig Angst und folgten menschlichen Jägern, um ihre Beute zu fressen, insbesondere Bisons. Im Gegensatz dazu waren Wölfe in den Wäldern Nordamerikas für ihre Scheu bekannt.
Der Wolfsbiologe L. David Mech stellte 1998 die Hypothese auf, dass Wölfe Menschen im Allgemeinen meiden, weil ihnen deren Jagd Angst einflößt. Mech stellte auch fest, dass die aufrechte Haltung des Menschen sich von der anderer Beutetiere der Wölfe unterscheidet und die menschliche Haltung einigen Haltungen von Bären ähnelt, die Wölfe normalerweise meiden. Er spekulierte, dass Angriffen eine Gewöhnung an den Menschen vorausgeht, während ein erfolgreicher Ausgang für den Wolf zu wiederholtem Verhalten führen kann, wie insbesondere in Indien dokumentiert wurde.

### Kategorien

#### Tollwutbedingt
Im Vergleich zu anderen Arten gibt es nur wenige Fälle von tollwütigen Wölfen, da Wölfe nicht als primäre Erreger dienen, sondern von anderen Tieren wie Hunden, Goldschakalen und Füchsen mit Tollwut infiziert werden können. Tollwutfälle bei Wölfen sind in Nordamerika sehr selten, im östlichen Mittelmeerraum, im Nahen Osten und in Zentralasien jedoch zahlreich. Der Grund dafür ist unklar, es könnte jedoch mit der Anwesenheit von Schakalen in diesen Gebieten zusammenhängen, da Schakale als primäre Überträger identifiziert wurden. Wölfe entwickeln offenbar die „wütende“ Phase der Tollwut in sehr hohem Maße, was tollwütige Wölfe in Verbindung mit ihrer Größe und Stärke vielleicht zu den gefährlichsten tollwütigen Tieren macht, wobei Bisse von tollwütigen Wölfen 15-mal gefährlicher sind als die von tollwütigen Hunden. Tollwütige Wölfe agieren normalerweise allein, legen weite Entfernungen zurück und beißen oft viele Menschen und Haustiere. Die meisten Angriffe tollwütiger Wölfe ereignen sich im Frühjahr und Herbst. Anders als bei Raubtierangriffen werden die Opfer tollwütiger Wölfe nicht gefressen, und die Angriffe ereignen sich im Allgemeinen nur an einem einzigen Tag. Außerdem greifen tollwütige Wölfe ihre Opfer willkürlich an und zeigen keinerlei Selektivität wie Raubwölfe. Die Mehrheit der registrierten Fälle betrifft jedoch erwachsene Männer, da diese häufig in der Land- und Forstwirtschaft beschäftigt sind und so mit Wölfen in Kontakt kommen.

#### Nicht tollwutbedingt
Experten kategorisieren nicht tollwütige Angriffe anhand des Verhaltens der Opfer vor dem Angriff und der Motivation des Wolfes.

##### Provozierte Angriffe
Provozierte Angriffe, deren Opfer angreifende Wölfe, ihre Jungen, Familien oder Rudel bedroht, diszipliniert, gestört, geärgert oder angenervt haben, werden als „provoziert“, „defensiv“ oder „disziplinarisch“ eingestuft. Die Angreifer scheinen in solchen Fällen nicht durch Hunger motiviert zu sein, sondern durch Angst oder Wut und dem Bedürfnis, dem Opfer zu entkommen oder es zu vertreiben.
Beispiele hierfür wären 
- ein Schaf jagender Wolf, der von einem Hirten gestört wird, der seine Herde verteidigt;
- ein gefangener Wolf, der einen misshandelnden Hundeführer angreift;
- eine Wölfin, die einen Wanderer angreift, der in die Nähe ihrer Jungen geraten ist;
- ein Angriff auf einen Wolfsjäger bei der Verfolgung;
- ein Tierfotograf, Nationalparkbesucher oder Feldbiologe, der dem Wolf zu nahe gekommen ist.

Obwohl solche Angriffe immer noch gefährlich sein können, beschränken sie sich in der Regel auf schnelle Bisse und werden nicht erzwungen.

##### Unprovozierte Angriffe
Unprovozierte Angriffe werden als „räuberisch“, „explorativ“ bzw. „investigativ“ oder „agonistisch“ eingestuft.

##### Räuberisch
Unprovozierte Wolfsangriffe, die durch Hunger motiviert sind, werden als „räuberisch“ eingestuft. In einigen dieser Fälle kann ein vorsichtiger Wolf „erkundende“ oder „erkundungssuchende“ Angriffe starten, um das Opfer auf seine Eignung als Beute zu testen. Wie bei Verteidigungsangriffen werden solche Angriffe nicht immer erzwungen, da der Wolf den Angriff abbrechen oder überzeugt werden kann, sich seine nächste Mahlzeit woanders zu suchen. Im Gegensatz dazu können die Opfer bei „entschlossenen“ räuberischen Angriffen wiederholt in Kopf und Gesicht gebissen und weggezerrt und verzehrt werden, manchmal bis zu 2,5 km vom Angriffsort entfernt, es sei denn, der Wolf oder die Wölfe werden vertrieben. Experten in Indien verwenden den Begriff „Kinderheben“ / "Child Lifting", um räuberische Angriffe zu beschreiben, bei denen das Tier lautlos in eine Hütte eindringt, während alle schlafen, ein Kind aufhebt, oft mit einem leisen Biss in Mund und Nase, und es am Kopf davonträgt. Solche Angriffe ereignen sich typischerweise in lokalen Häufungen und hören im Allgemeinen nicht auf, bis die beteiligten Wölfe eliminiert sind.

##### Agonistisch
Agonistische Angriffe sind nicht durch Hunger oder Angst motiviert, sondern durch Aggression; sie zielen darauf ab, einen Konkurrenten zu töten oder von einem Territorium oder einer Nahrungsquelle zu vertreiben. Wie bei Raubangriffen können diese mit Erkundungs- oder Ermittlungsangriffen beginnen oder darauf beschränkt sein, um die Verletzlichkeit und Entschlossenheit des Opfers zu testen. Selbst wenn sie bis zum Tod des Opfers gedrängt werden, lassen agonistische Angriffe den Körper des Opfers normalerweise zumindest für einige Zeit ungefressen.

## Faktoren für einen Wolfsangriff

### Gewöhnung an den Menschen
Wolfsangriffe sind wahrscheinlicher, wenn ihnen eine lange Gewöhnungsphase vorausgeht, in der die Wölfe allmählich ihre Angst vor Menschen verlieren. Dies zeigte sich in Fällen mit habituierten nordamerikanischen Wölfen im Algonquin Provincial Park, im Vargas Island Provincial Park und in Ice Bay sowie in Fällen im 19. Jahrhundert mit entflohenen gefangenen Wölfen in Schweden und Estland.
Am 26. April 2000 wurde ein sechsjähriges Kind von einem Wolf angegriffen und wiederholt gebissen. Das Tier wurde zum Schutz des Kindes erschossen. Im Labor wurde keine Tollwut nachgewiesen. Der Angriff auf den Menschen ist zu Beutezwecken erfolgt.

### Saisonalität
Wolfsangriffe können zu jeder Jahreszeit auftreten. Der Höhepunkt liegt in der nördlichen Hemisphäre zwischen Juni und August, wenn die Wahrscheinlichkeit steigt, dass Menschen in Waldgebiete eindringen (um Vieh grasen zu lassen oder Beeren und Pilze zu sammeln) Allerdings wurden Fälle von nicht tollwütigen Wolfsangriffen im Winter in Weißrussland, den Distrikten Kirovsk und Irkutsk, in Karelien und in der Ukraine registriert. Wölfe mit Welpen leiden in dieser Zeit unter größerem Nahrungsstress.

### Alter und Geschlecht der Opfer
Eine weltweite Studie des norwegischen Instituts für Naturforschung aus dem Jahr 2002 zeigte, dass 90 % der Opfer von Wolfsangriffen Menschen unter 18 Jahren, insbesondere unter 10 Jahren, waren. In den seltenen Fällen, in denen Erwachsene getötet wurden, waren die Opfer fast immer Frauen. Dies steht im Einklang mit den Jagdstrategien der Wölfe, bei denen die schwächsten und verwundbarsten Beutegruppen ins Visier genommen werden. Abgesehen von ihrer körperlichen Schwäche waren Kinder historisch gesehen anfälliger für Wölfe, da sie eher unbeaufsichtigt in die Wälder gingen, um Beeren und Pilze zu sammeln, sowie Rinder und Schafe auf Weiden hüteten und bewachen. Während diese Praktiken in Europa weitgehend ausgestorben sind, sind sie in Indien immer noch der Fall, wo in den letzten Jahrzehnten zahlreiche Angriffe verzeichnet wurden. Ein weiterer Grund für die Verwundbarkeit von Kindern ist die Tatsache, dass Kinder manche Wölfe mit Hunden verwechseln und sich ihnen deshalb nähern.

### In Wildnis oder Gefangenschaft lebende Wölfe
Experten können zwischen Angriffen gefangener und wilder Wölfe unterscheiden. Erstere beziehen sich auf Angriffe von Wölfen, die zwar natürlich immer noch wilde Tiere sind, aber in Gefangenschaft gehalten werden, möglicherweise als Haustiere, in Zoos oder ähnlichen Situationen.